# Palatodonta bleekeri
La palatodonta (Palatodonta bleekeri) è un rettile marino estinto, vicino all'origine dei placodonti. Visse nel Triassico medio (Anisico, circa 245 milioni di anni fa) e i suoi resti fossili sono stati ritrovati nei Paesi Bassi.

## Descrizione
Questo animale è noto solo per un piccolo cranio, lungo poco più di due centimetri. Questo cranio era alto e corto, e ricordava alla lontana quello del placodonte primitivo Paraplacodus. Come i placodonti, Palatodonta possedeva denti sul palato, ma mentre questi ultimi erano spessi e smussati nei placodonti, in Palatodonta erano sottili e appuntiti (come quelli che circondano le fauci della maggior parte degli altri rettili). Le piccole dimensioni e alcune caratteristiche delle ossa indicano che l'esemplare di Palatodonta era un giovane.

## Classificazione
Il fossile di Palatodonta è stato scoperto nella zona di Winterswijk, nei Paesi Bassi, e descritto per la prima volta nel 2013. È stato considerato affine ai placodonti, un gruppo di rettili caratterizzati da denti palatali tondeggianti e una corazza sul corpo. A causa delle differenze nella dentatura, Palatodonta non è ritenuto un vero placodonte ma una forma basale, probabilmente ancestrale a questo gruppo. Il fossile di Palatodonta è molto importante per capire l'origine dei placodonti, rimaste misteriose fino alla scoperta di questo animale. La scoperta di animali vicini all'origine dei placodonti in Europa, inoltre, suggerisce che questo gruppo si sviluppò in questo continente.

## Significato del nome
Il nome generico, Palatodonta, si riferisce alla fila di denti sulle ossa palatine del palato. L'epiteto specifico, bleekeri, è in onore di Remco Bleeker, un paleontologo amatore, che scoprì il fossile nell'estate del 2010 nella cava Silbeco presso Winterswijk.